# Brachypterolus nanulus
Brachypterolus nanulus is een keversoort uit de familie bastaardglanskevers (Kateretidae). De wetenschappelijke naam van de soort werd in 1919 gepubliceerd door Edmund Reitter.